# Klaus Müller (Fußballspieler, 1959)
Klaus Müller (* 14. Juni 1959) ist ein ehemaliger deutscher Fußballspieler.

## Karriere
Müller spielte bis 1984 bei der SV Elversberg, dann wechselte er zum FC 08 Homburg. Mit Homburg spielte er die nächsten beiden Spielzeiten in der 2. Bundesliga. Im zweiten Jahr, der Saison 1985/86 wurde Müller unter Trainer Fritz Fuchs Meister und stieg in die Bundesliga auf. Mit den Homburgern spielte er ein Jahr im Oberhaus des deutschen Fußballs. Es wurde der drittletzte Tabellenplatz belegt, damit folgten Relegationsspiele gegen den FC St. Pauli. Homburg setzte sich durch, im zweiten Spiel wurde Müller für Andrzej Buncol eingewechselt. Es war das letzte Pflichtspiel für Müller für Homburg. Später spielte er für Borussia Neunkirchen und für seinen alten Klub SV 07 Elversberg.